# Brian Ferreira
Brian Ferreira est un footballeur argentin né le 24 mai 1994 à Buenos Aires. Il évolue au poste d'attaquant.

## Palmarès
- Championnat d'argentine : 2012 (A), 2013 (C)
- Supercoupe d'Argentine : 2013